# Speocera berlandi
Speocera berlandi is een spinnensoort uit de familie Ochyroceratidae. De soort komt voor in Angola.